# 阳产村

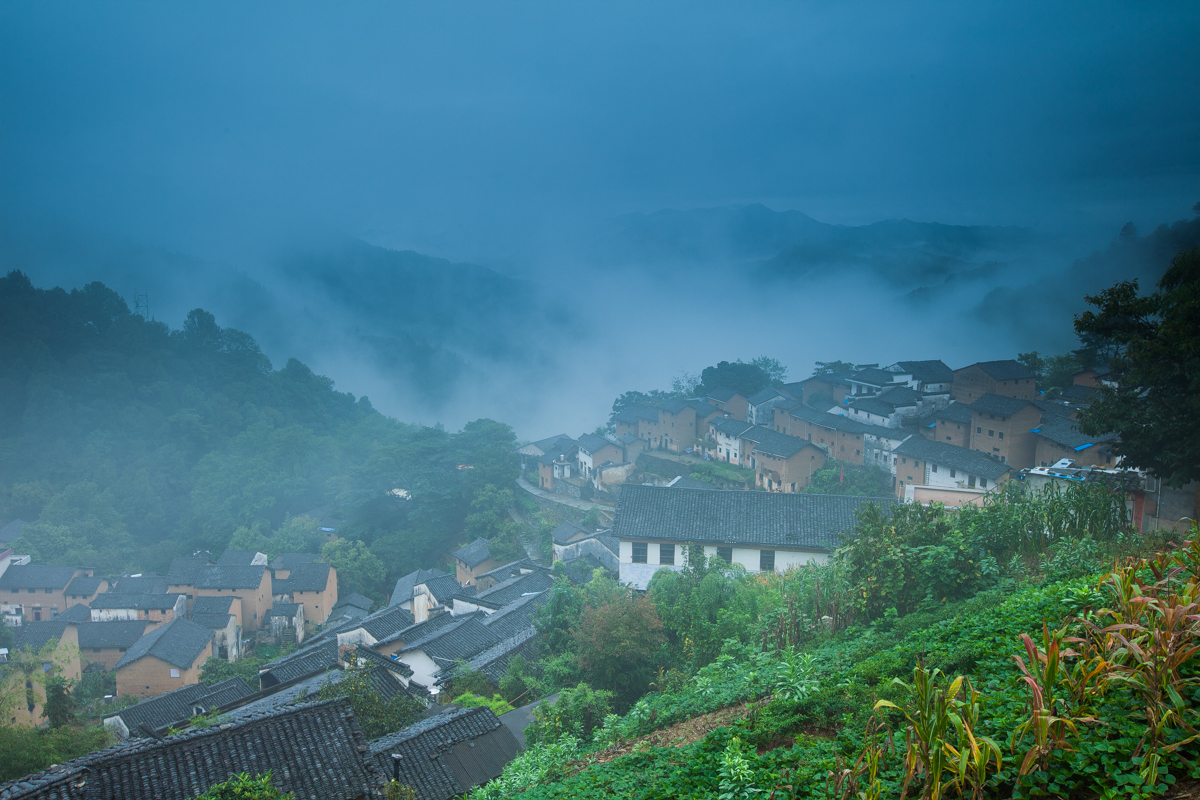
阳产土楼

阳产村，是中华人民共和国安徽省黄山市歙县东部深渡镇约源村的一个自然村。

## 阳产土楼
阳产村是皖南山区一个依山而筑的古村落，意为“向阳、陡峭的山坡地”。由于地势高、交通不便，数百年来，山民就地取材，取红土夯土墙，筑造成鳞次栉比、高低错落的土楼群。阳产现存土楼372幢 。每年三月欣赏油菜花，秋季的晒秋，周边景色色彩斑斓，为摄影热门地点和旅游热点。2021年，阳产村接待游客约12万人，营业收入400万元。

## 中国传统村落
2013年8月，阳产村获评第二批中国传统村落。